# 特雷莎·海因茨·克里
瑪莉亚·特雷莎·提爾斯坦·西蒙斯-費雷拉·海因茨·克里（Maria Teresa Thierstein Simões-Ferreira Heinz Kerry，1938年10月5日—）是美国慈善家，她的丈夫是前美國國務卿约翰·克里。她亦是亨氏創辦人亨利·約翰·海因茲的曾孫亨利·約翰·海因茲三世的遺孀。

## 早年生活
特雷莎 (Maria Teresa Thierstein Simões-Ferreira) 出生于當時未獨立的莫桑比克，父亲José Simões-Ferreira和母亲Irene Thierstein都是葡萄牙人。